# Egerszólát
Egerszólát is een plaats (község) en gemeente in het Hongaarse comitaat Heves. Egerszólát telt 1115 inwoners (2002).